# Nowe Warpno
Nowe Warpno (Duits: Neuwarp) is een stadje met 1226 inwoners in het uiterste noordwesten van Polen Het is de hoofdplaats van de gelijknamige gemeente. Nowe Warpno behoort tot de powiat Policki en de woiwodschap West-Pommeren. 
Het stadje ligt op een schiereiland aan de Neuwarper See ( Jezioro Nowowarpieńskie), een deel van het Oderhaf, tegenover het Duitse Altwarp, waarvan het sinds 1946 niet alleen door het water, maar ook door een staatsgrens gescheiden is. Een veerdienst verbindt beide plaatsen.